# Thực vật C4

Tổng quan về cố định carbon C4

Cố định carbon C4 là một trong ba phương pháp, cùng với cố định carbon C3 và quang hợp CAM, được thực vật trên đất liền sử dụng để "cố định" dioxide carbon (liên kết các phân tử CO2 dạng khí thành các hợp chất hoà tan trong thực vật) để sản xuất đường thông qua quang hợp. Các loài thực vật sử dụng cơ chế cố định carbon C4 được gọi chung là thực vật C4.
Cùng với quang hợp CAM, cố định carbon C4 là sự hoàn thiện của chiến lược cố định carbon C3 đơn giản và cổ hơn, nhưng hiện vẫn được phần lớn các loài thực vật sử dụng. Cả hai phương pháp này đều là cách thức vượt qua xu hướng của RuBisCO (enzym đầu tiên trong chu trình Calvin-Benson) trong quang hô hấp (lãng phí năng lượng bằng cách sử dụng oxy để phá vỡ các hợp chất carbon thành CO2). Thực vật C4 cách ly RuBisCO ra khỏi oxy trong không khí, cố định carbon trong các tế bào thịt lá và sử dụng oxaloacetat cùng malat để chuyên chở carbon đã cố định tới RuBisCO và phần còn lại của chu trình Calvin-Benson được cô lập trong các tế bào bó màng bao. Các hợp chất trung gian đều chứa 4 nguyên tử carbon, vì thế mà có tên gọi C4.

## Cơ chế
Cơ chế C4 được M. D. Hatch và C. R. Slack, hai nhà nghiên cứu người Australia, phát hiện năm 1966, vì thế đôi khi nó còn được gọi là cơ chế Hatch-Slack.
Ở thực vật C3, bước đầu tiên trong các phản ứng phụ thuộc ánh sáng của quang hợp là quá trình cố định CO2 bằng enzym RuBisCO thành 3-phosphorglyxerat. Tuy nhiên, do hoạt động kép caxboxylaza / oxygenaza của RuBisCO, nên một lượng chất nền bị oxy hóa thay vì bị carboxylat hóa, tạo ra sự thất thoát chất nền và làm tiêu hao năng lượng, người ta gọi là quang hô hấp (hay hô hấp sáng). Nhằm tránh hiện tượng quang hô hấp, thực vật C4 đã phát triển một cơ chế nhằm chuyển giao CO2 tới enzym RuBisCO có hiệu quả hơn. Chúng sử dụng kiểu lá đặc biệt của mình, trong đó lạp lục tồn tại không những chỉ ở các tế bào thịt lá thuộc phần bên ngoài của lá (tế bào mô giậu) mà còn ở các tế bào bó màng bao. Thay vì cố định trực tiếp trong chu trình Calvin-Benson, CO2 được chuyển hóa thành axít hữu cơ chứa 4-carbon và có khả năng tái sinh CO2 trong các lạp lục của các tế bào bó màng bao. Các tế bào bó màng bao sau đó có thể sử dụng CO2 này để sinh ra các carbohydrat theo kiểu cố định carbon C3 thông thường.
Bước đầu tiên trong cơ chế này là cố định CO2 bằng enzym phosphorenolpyruvat carboxylaza (PEP carboxylaza) tồn tại trong các tế bào thịt lá:
PEP carboxylaza + PEP + CO2 → acid oxaloacetat
PEP carboxylaza có động lực học Michaelis-Menten (Km) thấp hơn cho CO2 - và vì thế có ái lực cao hơn RuBisCO. Ngoài ra, O2 là chất nền rất kém cho enzym này. Vì vậy, ở các nồng độ tương đối thấp của CO2, phần lớn CO2 sẽ được cố định theo cơ chế này.
Sản phẩm thông thường được chuyển hóa thành malat, một hợp chất hữu cơ đơn giản, và nó được vận chuyển tới các tế bào bó màng bao, vây quanh gân lá gần đó, tại đây nó được decarboxylat hóa để giải phóng CO2, và dioxide carbon sẽ tham gia vào chu trình Calvin-Benson. Quá trình decarboxylat hóa giải phóng pyruvat để vận chuyển ngược trở lại thịt lá và bị phosphorrylat hóa trong phản ứng được pyruvat orthophotphat dikinaza (PPDK) xúc tác, để tái sinh PEP bằng cách mất đi của nhóm phosphor và một phân tử ATP.
Do mọi phân tử CO2 đều bị cố định hai lần, cơ chế C4 là tiêu tốn năng lượng hơn so với cơ chế C3. Cơ chế C3 đòi hỏi 18 ATP để tổng hợp một phân tử glucoza trong khi cơ chế C4 đòi hỏi 24 ATP. Nhưng do nếu khác đi thì các thực vật nhiệt đới sẽ mất trên một nửa carbon quang hợp trong quang hô hấp, nên cơ chế C4 là cơ chế thích nghi để giảm thiểu thất thoát.
Có một vài biến thể của cơ chế này:
1. Axít 4-carbon được vận chuyển từ các tế bào thịt lá có thể là malat như trên đây, nhưng cũng có thể là aspartat.
2. Axít 3-carbon được vận chuyển ngược từ các tế bào bó bao bó mạch về các tế bào thịt lá có thể là pyruvat như trên đây, nhưng cũng có thể là alanin.
3. Enzym xúc tác quá trình decarboxylat hóa trong các tế bào bó màng bao là khác nhau, tùy theo loài. Ở ngô và mía, enzym là NADP-malic enzym, ở kê nó là NAD-malic enzym còn trong cỏ Guinea (Panicum maximum) thì enzym đó là PEP carboxykinaza.

## Giải phẫu lá C4

Nhiều Thực vật C4 có những tế bào thịt lá và tế bào bao bó mạch sắp xếp tỏa tròn xung quanh gân lá. Hai loại tế bào này chứa các lục lạp chuyên hóa đảm nhận từng công đoạn riêng biệt trong quá trình quang hợp.

Thực vật C4 có giải phẫu lá đặc trưng. Các bó mạch của chúng được bao quanh bằng hai vòng tế bào. Vòng trong, được gọi là các tế bào bó màng bao, chứa các lạp lục giàu tinh bột thiếu hạt khác với các lạp lục trong các tế bào thịt lá có ở vòng ngoài. Vì thế, các lạp lục được gọi là lưỡng hình. Giải phẫu đặc biệt này được gọi là giải phẫu Kranz (Kranz-Crown/Halo). Chức năng chủ yếu của giải phẫu Kranz là cung cấp một khu vực trong đó dioxide carbon có thể được tập trung đặc hơn xung quanh RuBisCO, vì thế làm giảm quá trình quang hô hấp. Nhằm tạo thuận lợi cho việc duy trì nồng độ cao hơn đáng kể của dioxide carbon trong bó màng bao so với trong thịt lá, lớp ranh giới của giải phẫu Kranz có độ dẫn thấp đối với dioxide carbon, một tính chất có thể được tăng cường bởi sự có mặt của chất bần (suberin).
Mặc dù phần lớn thực vật C4 biểu lộ giải phẫu Kranz, nhưng có một loạt các loài vận hành chu trình C4 hạn chế mà không có bất kỳ mô bó màng bao riêng biệt nào. Suaeda aralocaspica, Bienertia cycloptera và Bienertia sinuspersici là các loài thực vật đất liền sinh sống trong các vùng trũng khô mặn tại các sa mạc Trung và Tây Á. Các loài thực vật này thể hiện sự vận hành cơ chế tích tụ dioxide carbon C4 một tế bào, nó là độc đáo nhất trong số các cơ chế C4 đã biết. Mặc dù giải phẫu tế bào của các loài này là hơi khác nhau, nhưng nguyên lý cơ bản là chất lưu chứa đầy các không bào được sử dụng để chia tách tế bào thành các khu vực tách biệt. Các enzym carboxylat hóa trong tế bào chất vì thế có thể được giữ tách rời ra khỏi các enzym decarboxylaza và RuBisCO trong các lạp lục, một hàng rào khuếch tán có thể được thiết lập giữa các lạp lục (chứa RuBisCO) và tế bào chất. Điều này cho phép thiết lập một khu vực kiểu bó màng bao và một khu vực kiểu thịt lá trong phạm vi một tế bào. Mặc dù điều này cho phép cơ chế C4 hạn chế có thể vận hành, nhưng nó là tương đối không hiệu quả, do có nhiều rò rỉ CO2 từ khu vực xung quanh RuBisCO có thể diễn ra. Cũng có chứng cứ về thực vật thủy sinh phi-Kranz như thủy thảo (Hydrilla verticillata) thể hiện cơ chế quang hợp C4 trong các điều kiện nóng ấm, mặc dù cơ chế để giảm thiểu rò rỉ CO2 từ khu vực xung quanh RuBisCO hiện tại vẫn chưa được làm rõ.

## Sự tiến hóa và ưu thế của cơ chế C4
Thực vật C4 có một số ưu thế cạnh tranh khi so với các thực vật chỉ có kiểu cố định carbon C3 thông thường trong các điều kiện khô hạn, nhiệt độ cao cũng như khi bị hạn chế về nitơ hay dioxide carbon. Kiểu cố định carbon C4 đã tiến hóa trong ít nhất 18 trường hợp độc lập trong các nhóm thực vật khác nhau, vì thế nó là ví dụ của tiến hóa hội tụ. Thực vật sử dụng cơ chế trao đổi chất C4 bao gồm mía, ngô, lúa miến, kê châu Phi, dền, cỏ Wobsqua v.v. Thực vật C4 đã phát sinh trong đại Tân Sinh và chỉ trở nên phổ biến kể từ thế Miocen. Ngày nay, chúng chiếm khoảng 5% sinh khối thực vật trên Trái Đất và khoảng 1% về số loài đã biết. Các loài này chủ yếu tập trung tại khu vực nhiệt đới trong đó nhiệt độ cao của không khí tạo ra khả năng cao hơn cho hoạt động oxy hóa của RuBisCO, và điều này làm tăng tốc độ quang hô hấp ở thực vật C3. Ở điều kiện này khí hậu này, thực vật C4 có hiệu suất quang hợp tốt hơn thực vật C3.